# Det store jernbanekompromisset
Det store jernbanekompromisset (deutsch großer Eisenbahnkompromiss oder großes Eisenbahnabkommen) war eine verkehrspolitische Entscheidung, die 1894 im norwegischen Storting getroffen wurde.
1894 beschloss das norwegische Parlament auf Betreiben des Vorsitzenden des Verkehrsausschusses im Parlament und späteren Ministerpräsidenten Jørgen Løvland eine weitreichende Entscheidung über die zukünftige Entwicklung des Eisenbahnnetzes des Landes. Det store jernbanekompromisset enthielt die Richtlinien über den weiteren Ausbau des norwegischen Streckennetzes für die folgenden Jahre. Løvland vertrat die Auffassung, dass für Bau und Betrieb der Infrastruktur der Staat zuständig sei, sowohl aus geografischen, sozialen wie aus militärischen Gründen. Dies war der Beginn des Bahnbaues unter staatlicher Leitung, in dessen Folge Fernbahnstrecken in Norwegen entstanden und der Eisenbahnbau in den 1890er Jahren nach dem Stillstand in den 1880er Jahren wieder in Gang kam. Für diese Maßnahmen stellte das Parlament 80 Millionen Kronen zur Verfügung.
Ein Beispiel für eine aus dieser Entscheidung entstandenen Strecken ist die Flekkefjordbane, die ein Teil der Vestlandsbane wurde, welche 1913 wiederum vom Storting den Namen Sørlandsbanen erhielt.
Ebenso beruhte der Bau der Bergensbane sowie ihren Nebenstrecken auf diesen Beschluss. Der Bau der Strecke dauert 15 Jahre und wurde erst 1909 abgeschlossen. Sie war die Fortsetzung der bereits 1875 begonnenen und bis 1882 gebauten Bahnstrecke Bergen–Voss. An diesem Bau hatte der Bürgermeister der Stadt Bergen, Abgeordnete und spätere Ministerpräsident Christian Michelsen großen Anteil.
Weiter fiel die Arendal–Åmlibane, die später Treungenbanen genannt wurde, unter diese Richtlinie. Diese Strecke sollte die Küste mit dem Landesinneren verbinden, in gleicher Weise wie die Setesdalsbane. Beschlossen wurde zudem der Bau der privaten Grimstadbane (auch Frolandsbanen). Diese wurde mit dem Endbahnhof Rise zuerst fertiggestellt, bevor die staatliche Treungenbane den Bahnhof erreichte.
Die Bahnstrecke Roa–Hønefoss (Jevnakerbanen) wurde ebenso als ursprünglicher Teil der Bergenbahn nach dem Beschluss von 1894 erbaut. Sie war eine wichtige Verbindung zwischen Gjøvikbanen und der neuen Bergenbahn, als diese später über Drammen geführt wurde.